# دوايت ديلر
دوايت ديلر (بالإنجليزية: Dwight Diller)‏ هو عازف كمان أمريكي، ولد في 1946.

## وصلات خارجية
- دوايت ديلر على موقع ميوزك برينز (الإنجليزية)